# Tali (Helsinki)
Tali (suédois : Tali) est une section du quartier de Pitäjänmäki à Helsinki, la capitale de la Finlande.

## Description
Tali a une superficie de 1,01 km2, sa population s'élève à 10 321 habitants(1.1.2018)) et il offre 35 emplois (31.12.2008).
Au sud de la rue Pitäjänmäentie et à l'est du jardin familial de Tali, un quartier résidentiel d'environ un millier d'habitants a été construit à la fin des années 1990.
Ses bâtiments sont principalement des immeubles résidentiels de quatre à six étages.
En plus de l'un des jardins familiaux les plus anciens de Finlande, le manoir de Tali a un vaste parc avec un terrain de golf.
Le manoir lui-même date du XVIIIe siècle. 
Le corps de logis de style Empire date des années 1820, et le parc du manoir du XIXe siècle.

## Accès
Le métro léger Jokeri, qui doit circuler dès 2024, aura un arrêt au jardin familial de Tali.

## Galerie

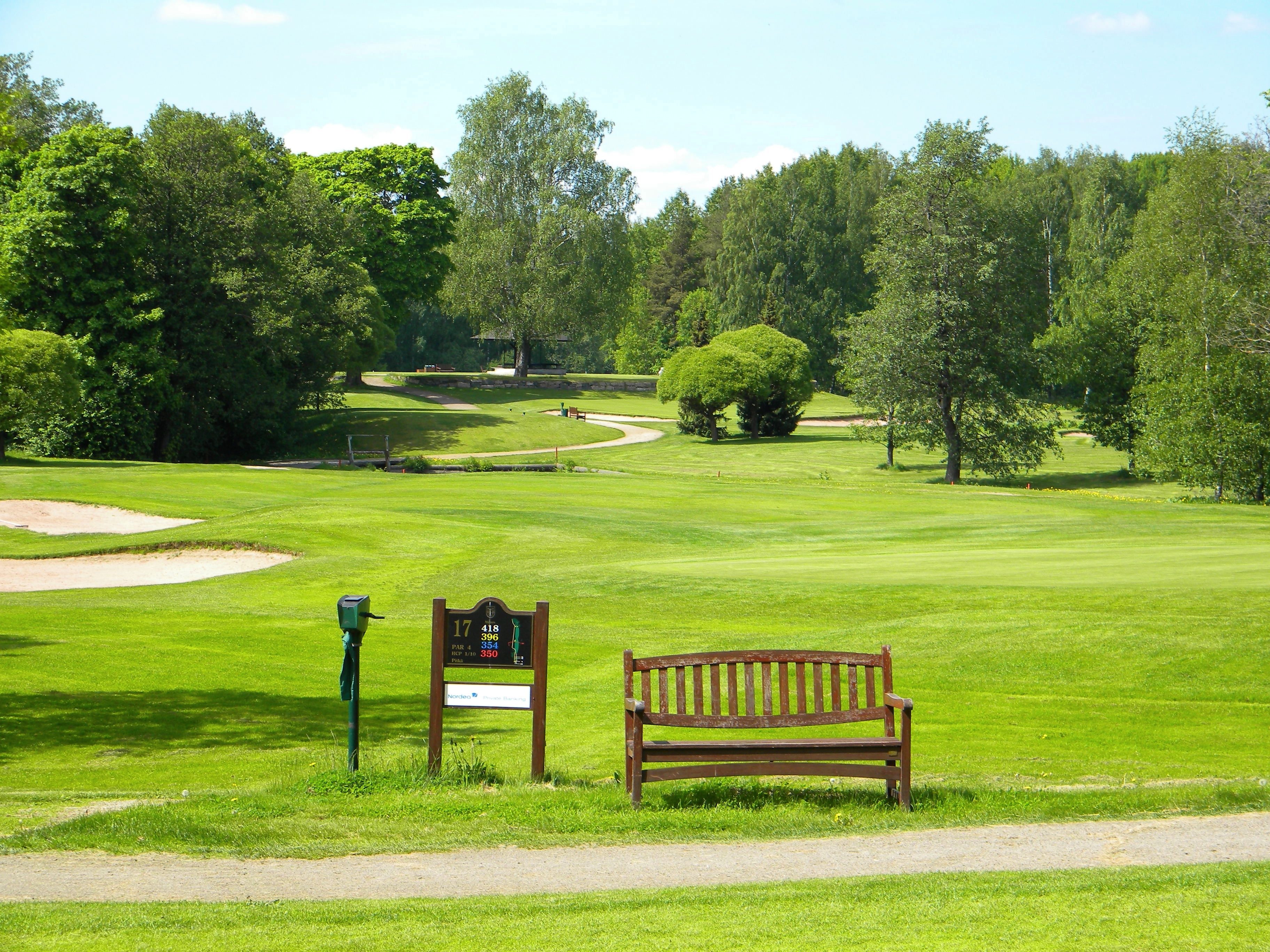
Terrain de Golf de Tali
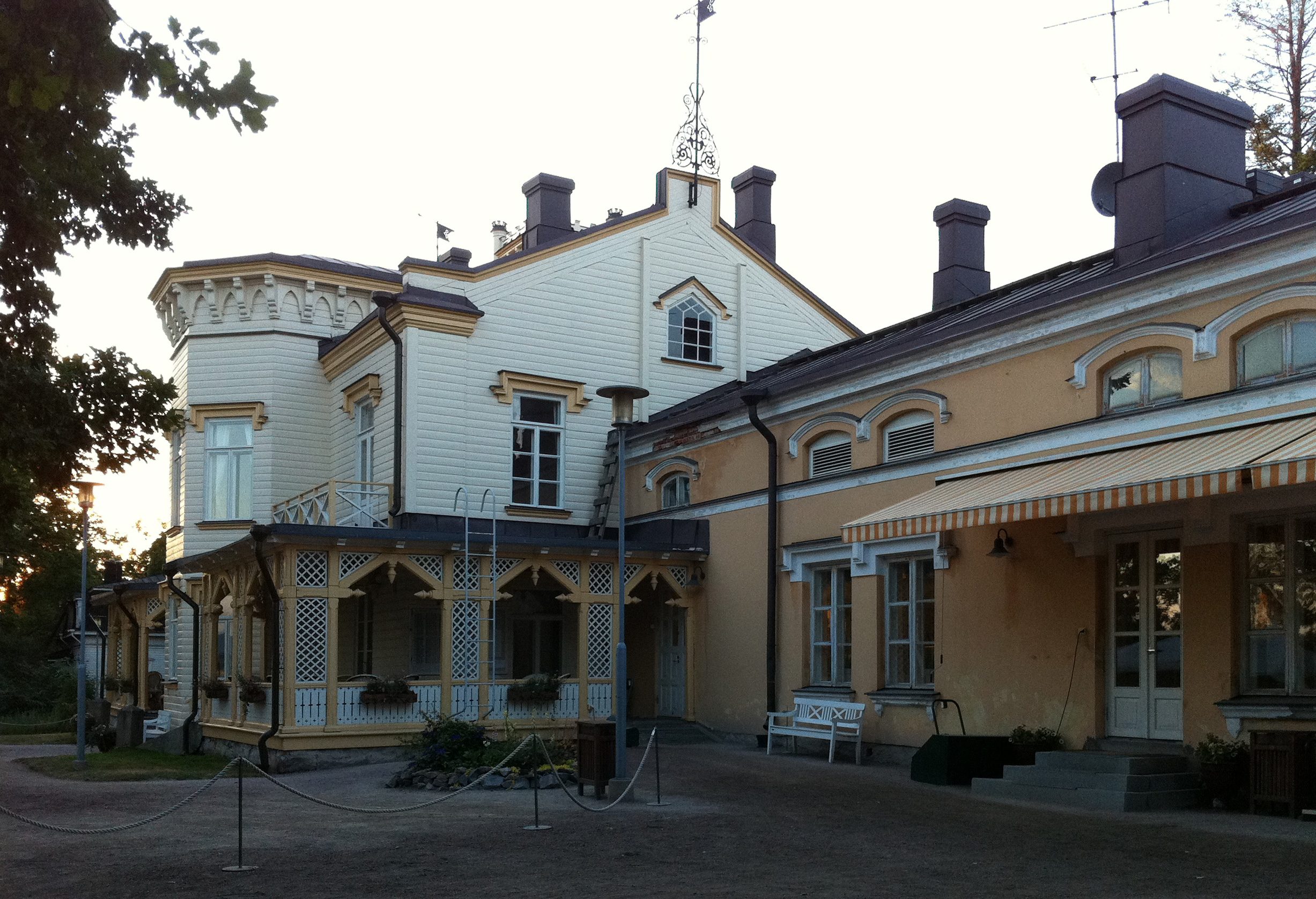
Manoir de Tali.
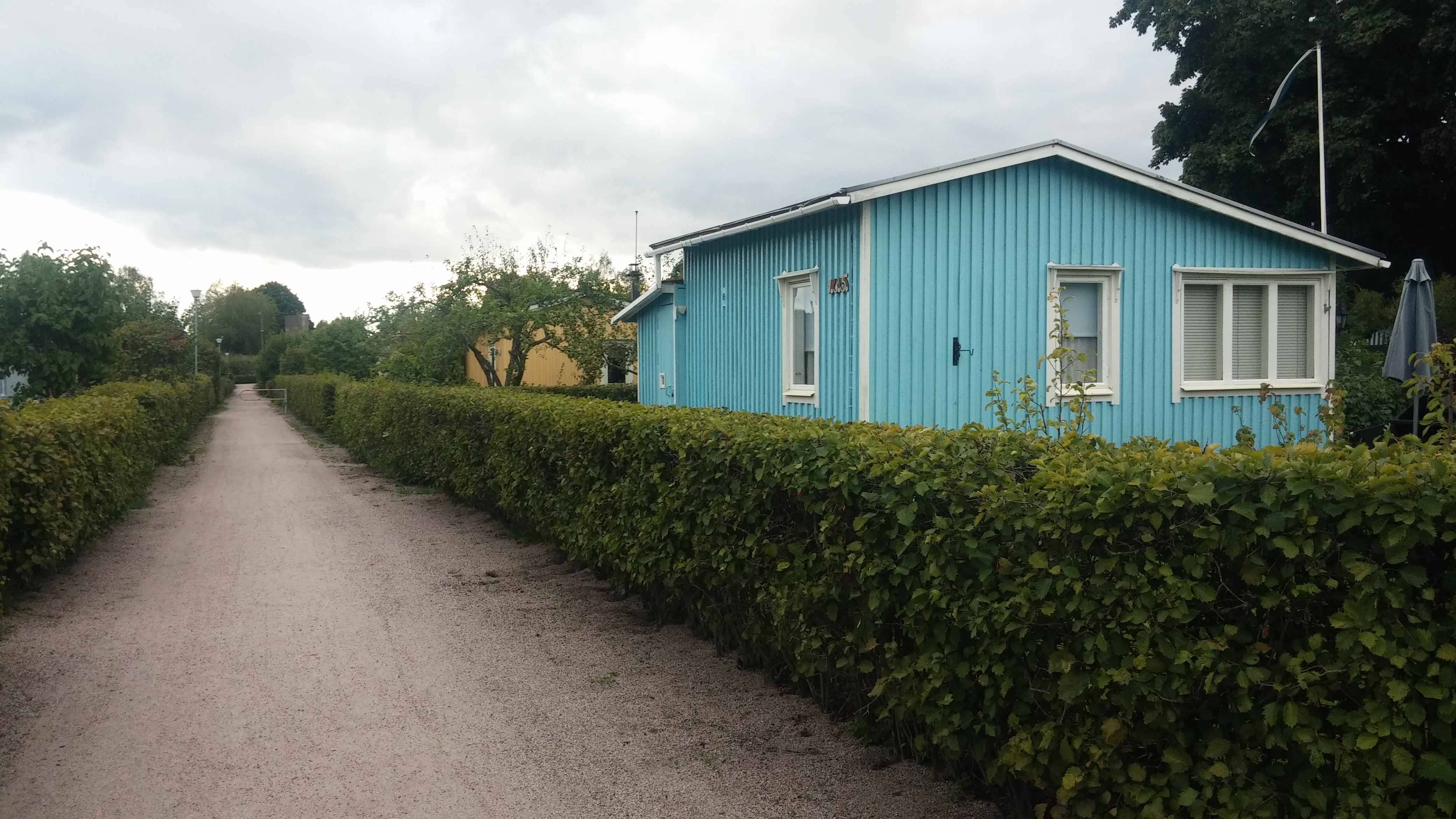
Jardin familial de Tali.